# Viesca
Viesca è un comune del Messico, situato nello stato di Coahuila.